# Arthur Delaender
Arthur Delaender, född 28 juli 1890, död 24 december 1966, var en friidrottare från Belgien. Han deltog vid olympiska sommarspelen 1920.